# Райсбах (Бавария)
Райсбах (нем. Reisbach) — торговая община в Германии, в Республике Бавария. Община расположена в правительственном округе Нижняя Бавария в районе Дингольфинг-Ландау. Население составляет 7626 человек (на 31 декабря 2010 года). Занимает площадь 94,16 км². Община подразделяется на 7 сельских округов.

## Население
По оценке на 31 декабря 2015 года население общины Райсбах составляет 7675 чел. 

| Дата      | 1840 | 1871 | 1900 | 1925 | 1939 | 1950 | 1961 | 1970 | 1987 | 2011 |
| --------- | ---- | ---- | ---- | ---- | ---- | ---- | ---- | ---- | ---- | ---- |
| Население | 3921 | 4344 | 4764 | 5101 | 5172 | 7144 | 5627 | 5644 | 6258 | 7460 |

| Год       | 1960 | 1970 | 1980 | 1990 | 2000 | 2009 | 2010 | 2011 | 2012 | 2013 | 2014 | 2015 |
| --------- | ---- | ---- | ---- | ---- | ---- | ---- | ---- | ---- | ---- | ---- | ---- | ---- |
| Население | 5698 | 5676 | 5611 | 6669 | 7527 | 7543 | 7626 | 7557 | 7516 | 7635 | 7676 | 7675 |